# Orékhovo (Kursk)
|  | Per a altres significats, vegeu «Orékhovo». |

Orékhovo (en rus: Орехово) és un poble de l'óblast de Kursk, a Rússia, que en el cens del 2010 tenia 733 habitants. Pertany al districte de Kastórnoie.